# Hyacinthella
Hyacinthella is een geslacht uit de aspergefamilie. De soorten komen voor tussen het oosten en zuidoosten van Europa en noordelijk Iran.

## Soorten
- Hyacinthella acutiloba
- Hyacinthella atropatana
- Hyacinthella campanulata
- Hyacinthella dalmatica
- Hyacinthella glabrescens
- Hyacinthella heldreichii
- Hyacinthella hispida
- Hyacinthella lazulina
- Hyacinthella leucophaea
- Hyacinthella lineata
- Hyacinthella micrantha
- Hyacinthella millingenii
- Hyacinthella nervosa
- Hyacinthella pallasiana
- Hyacinthella persica
- Hyacinthella siirtensis
- Hyacinthella venusta